# Ulises Espaillat
Ulises Francisco Espaillat Quiñones (9 de febrero de 1823-25 de abril de 1878) fue un estadista dominicano y el decimonoveno presidente de la República Dominicana.
Es considerado por casi un 90% de los historiadores dominicanos y extranjeros uno de los políticos más honestos y cándidos, esto tomando en cuenta que en el contexto en el cual en el gobierno existía una menor vigilancia de la utilización de los recursos públicos.
Se opuso a la anexión a España decretada por Pedro Santana, y luchó junto a José Mª. Cabral y Gregorio Luperón en la Guerra de Restauración. En 1876 fue elegido presidente de la República, pero las pugnas entre “los azules” de Cabral y “los rojos” de Báez, junto con la bancarrota del país, hicieron imposible su gobierno; tuvo que abandonar el poder el mismo año.

## Biografías

### Biografía
Una de las figuras más ilustres de los acontecimientos patrióticos y de la vida política de la República Dominicana, Ulises Francisco Espaillat nació en Santiago de los Caballeros el 9 de febrero de 1823, fue el último hijo legítimo de Pedro Ramón Espaillat Velilla (Santiago, 1796−idem, 1882) y María Petronila Quiñones Tavares (1804-1874). Su padre, fue el décimo y último hijo del francés Francisco Antonio Espaillat Virol (Masclat, 1734−Aguadilla, 1807), quien emigró a Santiago en 1758 y que por temor a una invasión haitiana emigró a Puerto Rico con su familia dónde finalmente falleció, y de Petronila Velilla Sánchez (Santiago de los Caballeros, 1767–), quien era hija de María Sánchez Moreno Filpo, nativa de Santo Domingo, y del aragonés Francisco Antonio Velilla de Torres.
En los años de su niñez y adolescencia recibió lecciones de inglés, francés, música, matemática y otras disciplinas, en el terreno de las limitadas posibilidades de la educación escolar que vivía el país bajo la ocupación haitiana. Recibió más tarde lecciones de medicina de parte de un tío paterno, el doctor Santiago Espaillat.

### Carrera política
Proclamada la independencia y establecida la República, para el año de 1848, como miembro de la Diputación Provincial de Santiago, comenzó la carrera política de Ulises Francisco que terminaría el día de su muerte. Participó de manera importante, primero, y principal después en todos los acontecimientos y episodios patrióticos y políticos que se sucedieron en la vida del pueblo dominicano, al cual dedicó, en conducta coherente e ininterrumpida, los mejores años de su existencia y el gran caudal de conocimientos que acumuló como lógica consecuencia de su interés por el estudio y la práctica permanente de la actividad política.
En 1849 fue uno de los promotores del apoyo a Pedro Santana, en contra del comportamiento irresponsable del presidente Manuel Jiménez, que con su indisciplina había “puesto la Patria en peligro”. En 1854 participa, como diputado, en el Congreso Revisor de la Constitución y forma parte de la comisión redactora de la nueva carta sustantiva. El gobierno nacional encabezado por Buenaventura Báez auspicia el desorden administrativo y la corrupción, generando en la región del Cibao un movimiento revolucionario que estalla en Santiago, en los primeros días de julio de 1857. Espaillat es uno de los promotores del levantamiento y suscribe junto a otras importantes figuras de Santiago, el manifiesto revolucionario contra el gobierno de Báez. Integrado al gobierno organizado por la revolución, Espaillat firma conjuntamente con el presidente José Desiderio Valderde un decreto que ordena la incautación de los bienes de Báez, considerados mal habidos y, en consecuencia, propiedad del Estado. Esa decisión no tenía precedentes en la historia política de la República.
La lucha contra el gobierno de Báez se extendió por varios meses durante los cuales se hicieron los preparativos para la convocatoria de un Congreso Constituyente que tuvo a Moca como sede. Espaillat, diputado por Santiago, participó de manera influyente en el mismo, que finalizó promulgando una Constitución liberal y progresista. Los acontecimientos se precipitaron en el orden político de los enfrentamientos de los principales actores y Espaillat se vio obligado a ausentarse del país pasando por las islas del norte, y llegó a los Estados Unidos, en donde permanecerá por espacio de varios meses. Regresó a Santo Domingo y se estableció de nuevo en Santiago.

#### Guerra de la Restauración

Busto de Ulises Espaillat en el Parque Independencia de Santo Domingo

Obligado por las circunstancias firmó el Acta de Anexión a España en 1861, pero ya en 1863 cuando la llamada “Zaragata” o “desorden”, iniciado en la Línea Noroeste, estaba en contacto con los patriotas auspiciadores del movimiento restaurador. Fue hecho prisionero por las autoridades españolas y condenado a diez años de expatriación. Más tarde fue indultado. En agosto de ese año se inicia la segunda y última etapa de la guerra restauradora y los patriotas de Capotillo toman, a sangre y fuego, el pueblo de Santiago e instalan el Gobierno Provisional de la Restauración de la República.
Espaillat se convierte en la figura intelectual determinante del gobierno patriota. Redacta la mayoría de sus documentos fundamentales: exposiciones, resoluciones, decretos, cartas; dirige el boletín Oficial y organiza, con limitados recursos, el simple aparato burocrático del gobierno en armas. Escribe una serena y objetiva carta al Arzobispo Monzón, español que ha llegado al país como expresión intransigente de un pensamiento y conducta inquisitorial. En ausencia de Pepillo Salcedo, Presidente de la República, preside el organismo de ejecución de la guerra por la nueva independencia nacional. Recibe a Juan Pablo Duarte que llega de Venezuela acompañado de Rodríguez Objio y atiende al fundador de la República con el respeto que se merece.
Sus relaciones con Duarte y Mella, en ese momento Ministro de la Guerra, son excelentes. De los fundadores de la República, a quienes conoció y trató, parece que con Sánchez no tuvo afinidad. Se ignoran las causas reales de esa diferencia. A la muerte de Mella, ocurrida en junio de 1864, Espaillat pasa a ocupar la Vicepresidencia definitiva de la República. Renuncia a esas funciones durante el gobierno de Salcedo y vuelve a desempeñarla bajo la dirección de ese general y permanece en esas funciones luego de su derrocamiento por Gaspar Polanco. La ejercerá hasta que Polanco es derrocado por Pedro Pimentel, Federico García y Benito Monción, en enero de 1865.
Espaillat es apresado el 21 de ese mes en la Fortaleza de San Luís, en Santiago, y más tarde confinado a Samaná por órdenes de Pedro Pimentel, líder del movimiento contra Gaspar Polanco y elegido más tarde Presidente de la República. En esos días le conoce y le observa con atención un oficial español prisionero de los patriotas: Adriano López Morillo. Años después, en sus Memorias Sobre la Segunda Reincorporación de Santo Domingo a España, refiriéndose a Espaillat apunta que: “era de carácter firme, honrado e impenitente revolucionario y, como dije en otro lugar, algo sectario a pesar de su educación y cultura...”
Al finalizar el proceso de la Restauración, no obstante las diferencias políticas surgidas entre los grandes dirigentes de la extraordinaria epopeya del pueblo dominicano, Espaillat convertido en el verdadero ideólogo de la pequeña burguesía liberal del país, se dedica a escribir y produce una serie de artículos y ensayos en los cuales fija una posición política objetiva y correcta acerca del desarrollo de las fuerzas productivas de la nación. En su artículo “A nuestros amigos de los campos”, alienta a los habitantes de la zona rural a trabajar e incorporarse a la vida pública. En otro trabajo discurre sobre la ganadería y requiere la creación de una Escuela Normal, en la cual se preparen jóvenes expertos en ese renglón, tan necesario para el progreso de la nación.

## Presidencia de la República Dominicana
Durante los mandatos de Báez sufre persecución y cárcel y al término de la Guerra de los Seis Años, es puesto en libertad y regresa a Santiago. Desarrolla una importante labor cívica que aumenta el respeto y la admiración por su persona. Para 1876, Hostos lo consideraba el hombre más digno del ejercicio del Poder que ha tenido la República. Desde la ciudad capital se le reclama para que sea candidato a la presidencia y el clamor se hace nacional. En marzo de 1876 acepta la candidatura. El 15 de abril de ese año, la Cámara Legislativa lo proclama Presidente electo por la cantidad de 24,000 votos. Se traslada de Santiago a Santo Domingo, acompañado de impresionante comitiva que recorre las comunidades de Moca, La Vega, San Francisco de Macorís y Cotuí, llegando a la capital el 27 de abril a las 10 de la mañana siendo objeto de un cálido recibimiento.

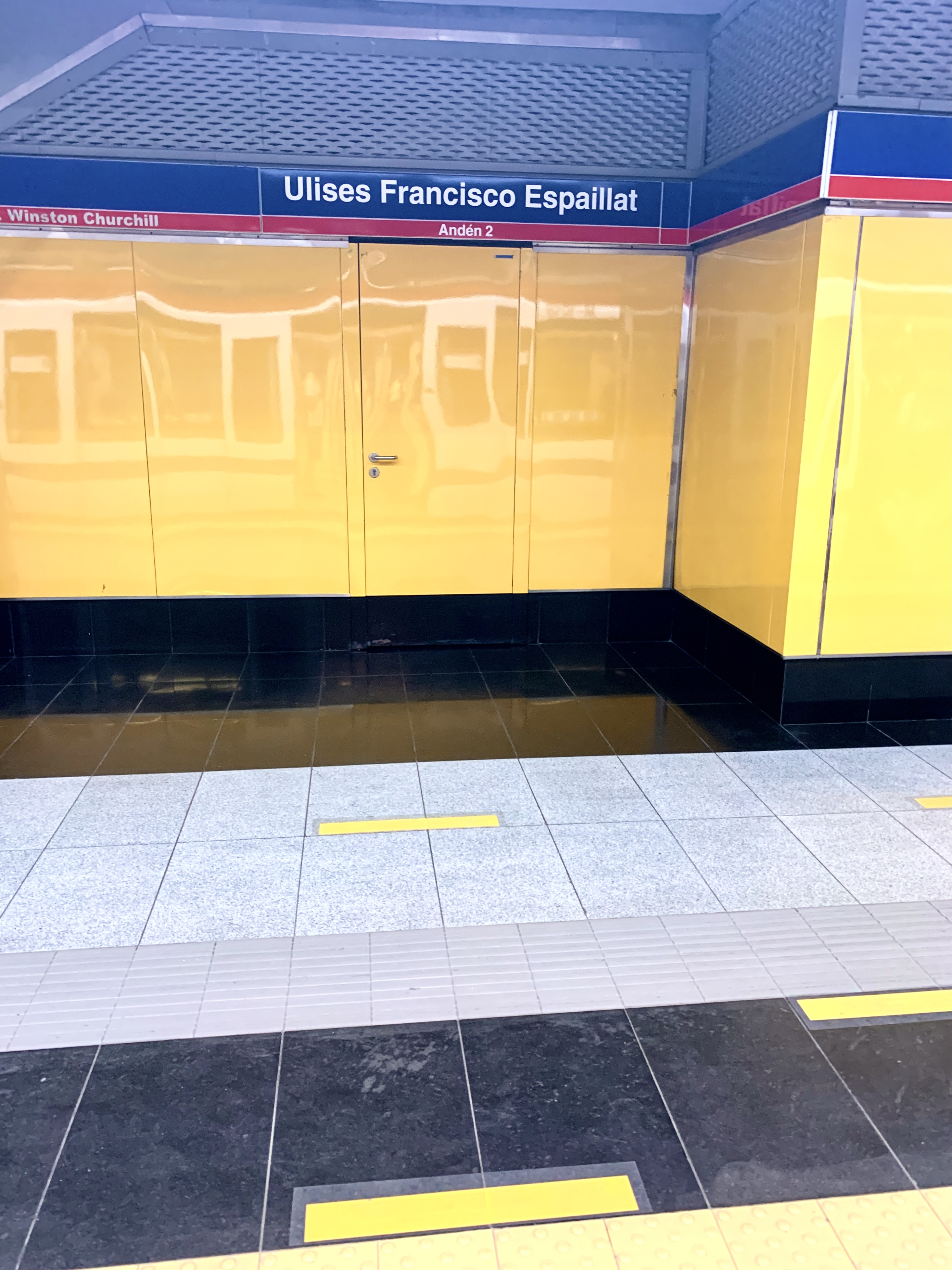
Estación Ulises Francisco Espaillat (L2) del Metro de Santo Domingo

Su gabinete estuvo compuesto por Manuel de Jesús Peña y Reynoso como Ministro de Interior y Policía; Manuel de Jesús Galván como Ministro de Relaciones Exteriores; José Gabriel García como Ministro de Justicia e Instrucción Pública; Mariano Cestero, en Hacienda y Comercio y Gregorio Luperón como Ministro de Guerra y Marina. Este gabinete es conocido como el "Gabinete de los Apóstoles" por ser considerado por varios historiadores como el más excelso, completo y luminoso que ha estructurado un gobernante en la historia de la República Dominicana. Su ejercicio del poder apenas duró cinco meses y cinco días. Desde el 29 de abril, al 5 de octubre de 1876.
Su gobierno patriótico, honesto, progresista y democrático fue derrocado por una asonada militar, expresión de la intolerancia y anarquía de las diferentes capas de la pequeña burguesía, encabezada por Ignacio María González Santín. Alto, de tez blanca, ojos azules, y pelo castaño, nariz perfilada, labios finos... con cincuenta años bien cumplidos, regresó a su pueblo natal el gran prócer republicano derrotado por la ignorancia y el atraso político. En Santiago murió rodeado de la admiración y el respeto de todos sus compueblanos Ulises Francisco Espaillat, el 25 de abril de 1878. El Congreso Nacional mediante Decreto n.º 1663 de fecha de mayo de 1878 se dispuso guardar 13 días de duelo por su fallecimiento.  Su ejemplo como patriota, político y maestro llena de orgullo a los dominicanos.
Para el 1892, en el gobierno de Ulises Heureaux, el ejército estaba organizado en cuerpos militares, diseminados en las provincias; unidades auxiliares, en las comunes; y fuerzas de la reserva, en los
cantones. Este creó las unidades Batallón Pacificador en Santo Domingo; Cazadores Yaque en Santiago; San Felipe en Puerto Plata; Francotirador en Azua; y Santa Bárbara en Samaná. En su honor se dedica la Estación Ulises Francisco Espaillat del Metro de Santo Domingo.